# Terence McKenna (scénariste)
Pour les articles homonymes, voir Terence McKenna.
Terence McKenna est un scénariste, réalisateur et producteur canadien.
Il a pour spécialité le film documentaire. 
Il a déjà collaboré avec son frère, Brian McKenna.

## Filmographie

### Scénariste
- 1988 : The Killing Ground (TV)
- 1988 : The Squamish Five (TV)
- 1992 : A Savage Christmas: The Fall of Hong Kong (TV)
- 1992 : Death by Moonlight: Bomber Command (TV)
- 1992 : In Desperate Battle: Normandy 1944 (TV)
- 1994 : The Making of a Leader (1919-1968) (TV)
- 1994 : Establishing a Just Society (1972-1984) (TV)
- 1995 : War at Sea: The Black Pit
- 1995 : The Voyage of the St. Louis
- 1996 : A Web of War
- 1999 : War of 1812 (feuilleton TV)
- 2001 : Trail of a Terrorist (TV)

### Réalisateur
- 2001 : Trail of a Terrorist (TV)

### Acteur
- 2003 : Korea: The Unfinished War (feuilleton TV) : Narrator

### Producteur
- 1996 : A Web of War